# Restrepia pandurata
Restrepia pandurata là một loài lan đặc hữu của Colombia.

## Hình ảnh

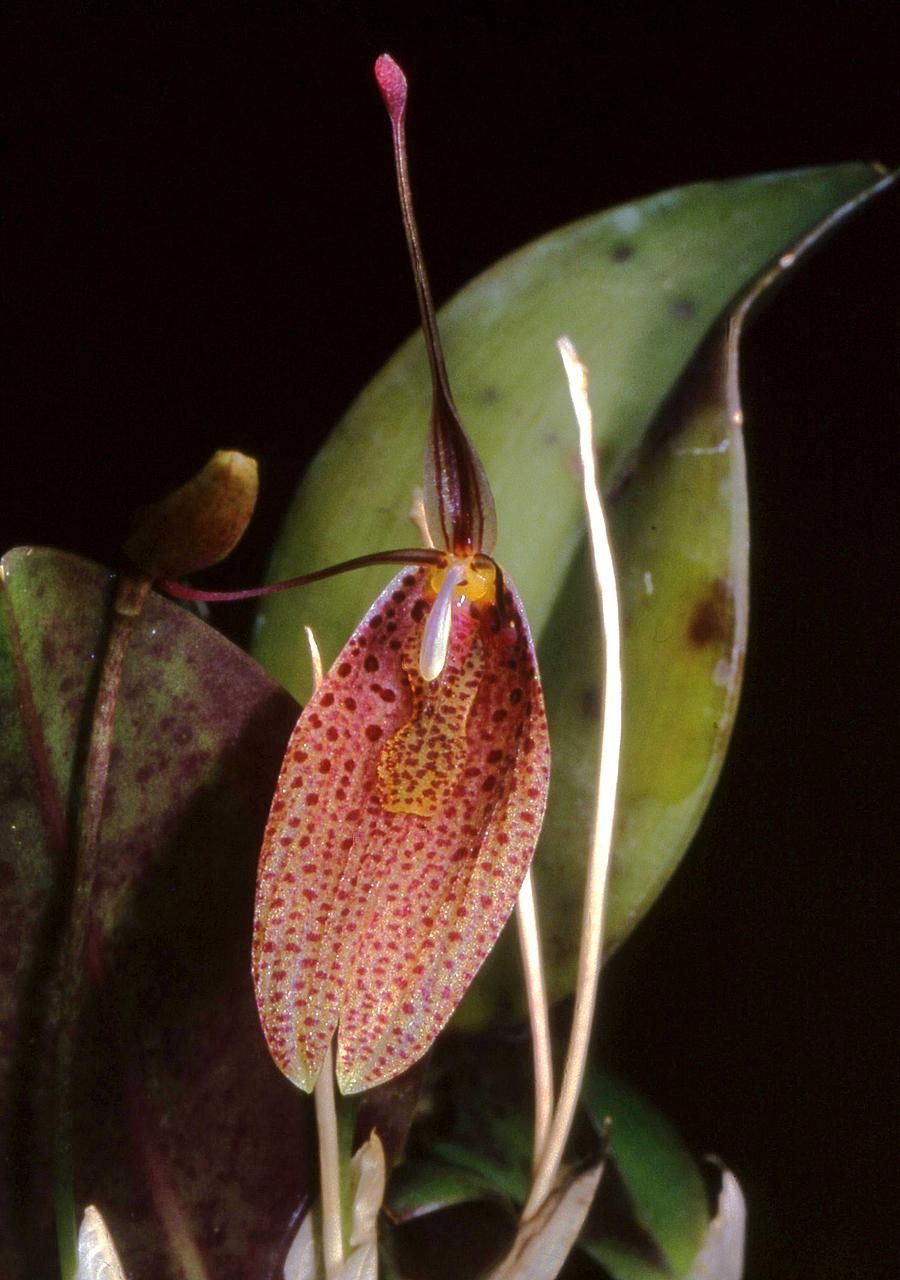